# The Crash
The Crash es una banda de pop-rock de Turku, Finlandia, influenciada por el Britpop. La banda se formó después de que se conocieran Teemu Brunila y Samuli Haataja en 1991, y se completó con Erkki Kaila y Dani Aavinen. Originalmente la banda se llamó Ladies & Gentlemen, pero después la cambiaron a New Deal. Finalmente, en 1997 la banda se llamó The Crash.
Su álbum de debut fue lanzado en 1999, después del cual hicieron una gira por Europa incluyendo Suecia, Alemania, Austria e Inglaterra. En 2001 lanzaron su segundo disco, con el sencillo "Lauren Caught My Eye". En 2002 fueron nominados en los MTV Europe Awards para el premio de Mejor artista nórdico.

## Miembros
- Teemu Brunila – voces, guitarra
- Samuli Haataja – bajo, voces
- Erkki Kaila – batería
- Samuli "JJ" Jokinen – teclados

## Discografía

### Álbumes
- Comfort Deluxe – 1999
- Wildlife – 2001
- Melodrama – 2003
- Selected Songs 1999–2005 – 2005
- Pony Ride – 2006

### Singles
- Crash (The Black EP) – 1997
- Take My Time – 1998
- World Of My Own – 1999
- Sugared / Loveless – 1999
- Coming Home – 1999
- Lauren Caught My Eye – 2001, 2002
- Star – 2001, 2002, 2004
- New York – 2002
- Still Alive – 2003
- Gigolo – 2003
- Big Ass Love – 2005
- Thorn in My Side – 2005
- Pony Ride – 2006
- Grace – 2006